# Maria Firmina dos Reis
Maria Firmina dos Reis (São Luís, Maranhão, 11 de março de 1822 – Guimarães, 11 de novembro de 1917) foi uma escritora brasileira, considerada a primeira romancista negra da América Latina.
Publicou em 1859 o livro Úrsula, considerado o primeiro romance abolicionista do Brasil. O romance conta a história de um triângulo amoroso no qual os personagens são pessoas negras que contestam o sistema escravocrata.

## Biografia

### Juventude e família
Maria Firmina dos Reis nasceu na Ilha de São Luís, no Maranhão, em 11 de março de 1822. Seu batismo, no entanto só ocorreu três anos depois, em 21 de dezembro de 1825, na freguesia de Nossa Senhora da Vitória, em São Luís. O atraso deveu-se a uma enfermidade que a afetou na infância. Seu registro de batismo não menciona o nome do pai, apenas seus padrinhos: o capitão de milícias João Nogueira de Souza e Nossa Senhora dos Remédios.
Em 1830, mudou-se com a família para a vila de São José de Guimarães, no continente. Viveu parte de sua vida na casa de uma tia materna melhor situada economicamente.
O único registro que menciona o nome do pai de Maria Firmina é sua certidão de óbito, datada de 17 de novembro de 1917, onde ele é identificado como João Pedro Esteves. Homem de posses, João Pedro era sócio do antigo dono de Leonor Felipa, mãe de Maria Firmina e escravizada, em uma companhia comercial.
Segundo algumas fontes, seria prima do escritor maranhense Francisco Sotero dos Reis por parte da mãe, embora se desconheça com que fundamento e em que grau.

### Formação
Em 25 de junho de 1847, Maria Firmina tentou inscrever-se no concurso público para a cadeira de primeiras letras da vila de São José de Guimarães. No entanto, como tinha apenas 22 anos na época, sendo a idade mínima exigida de 25 anos, ela solicitou uma nova certidão de justificação de batismo, alterando sua data de nascimento para 11 de março de 1822. Assim, conseguiu regularizar sua situação e foi admitida no concurso em 21 de julho do mesmo ano.
Na certidão constava o nome de sua mãe, Leonor Felipa, uma escrava liberta. Leonor Felipa havia sido escrava do comendador Caetano José Teixeira, falecido em 1819, grande comerciante e proprietário de terras na vila de São José de Guimarães, proprietário de uma companhia comercial com avultadas transações no fim do período colonial e no início do Império.

## Carreira
Após a aprovação na cadeira de Instrução Primária, exerceu a profissão, como professora de primeiras letras, de 1847 a 1881.
Em 1859, publicou o romance Úrsula considerado o primeiro romance de uma autora do Brasil. Em 1887, publicou na Revista Maranhense o conto "A Escrava", no qual se descreve uma participante ativa da causa abolicionista.
Aos 54 anos de idade e 34 de magistério oficial, anos antes de se aposentar, Maria Firmina fundou, em Maçaricó, a poucos quilômetros de Guimarães, uma aula mista e gratuita para alunos que não podiam pagar: conduzia as aulas num barracão em propriedade de um senhor de engenho, à qual se dirigia toda manhã subindo num carro de boi. Lá, lecionava às filhas deste, aos alunos que levava consigo e a outros que se juntavam. A acadêmica Norma Telles classificou a iniciativa de Maria Firmina como "um experimento ousado para a época". Essa ação inovadora vai ao encontro das lutas das feministas brasileiras do final do século XIX que desejam a igualdade de ensino para meninas.
Maria Firmina dos Reis participou da vida intelectual maranhense: colaborou na imprensa local, publicou livros, participou de antologias, e, além disso, também foi musicista e compositora. A autora era abolicionista: ao ser admitida no magistério, aos 22 anos de idade, sua mãe queria que fosse de palanquim receber a nomeação, mas a autora optou por ir a pé, dizendo a sua mãe: "Negro não é animal para se andar montado nele." Chegou também a escrever um "Hino da Abolição dos Escravos".
Descreveu-se, em 1863, como tendo "uma compleição débil, e acanhada" e, por conta disso, "não poderia deixar de ser uma criatura frágil, tímida, e por consequência, melancólica." Os que a conheceram, quando tinha cerca de 85 anos, descreveram-na como sendo pequena, parda, de rosto arredondado, olhos escuros, cabelos crespos e grisalhos presos na altura da nuca. Uma antiga aluna caracterizou-a como uma professora enérgica, que falava baixo, não aplicava castigos corporais, nem ralhava, preferindo aconselhar. Era reservada, mas acessível, sendo estimada pelos alunos e pela população da vila: toda passeata de moradores de Guimarães parava em sua porta, ao que davam vivas e ela agradecia com um discurso improvisado.

## Vida pessoal
Maria Firmina dos Reis cultivou ao longo da vida muita discrição sobre sua intimidade. Nunca se casou, mas dedicou-se à maternidade adotiva, acolhendo e criando várias crianças. Maria Firmina foi autodidata no início de sua formação.

### Morte
Maria Firmina dos Reis morreu, cega e pobre, aos 95 anos, na casa de uma ex-escrava, Mariazinha, mãe de um dos seus filhos de criação.
É a única mulher dentre os bustos da Praça do Pantheon, que homenageiam importantes escritores maranhenses, em São Luís.

### Homenagens
Maria Firmina dos Reis foi homenageada em um doodle do Google, em 11 de outubro de 2019, em comemoração ao seu 194º aniversário.
Maria Firmina dos Reis também foi a grande homenageada da Festa Literária Internacional de Paraty de 2022.
Em 28 de junho de 2024, Maria Firmina dos Reis recebeu como homenagem póstuma pela Prefeitura da Cidade do Rio de Janeiro a denominação da biblioteca pública localizada no Edifício São Sebastião, onde fica a sede do poder executivo municipal carioca. Funcionando no térreo, a biblioteca oferece internet e uma programação cultural, também possui quase 2.500 títulos literários disponíveis para empréstimo.

## Obra
Conceição Evaristo apresenta a “escrevivência” como a escrita de um corpo, de uma condição, de uma experiência negra no Brasil. O primeiro elemento que compõe a escrevivência, o corpo, reporta à dimensão subjetiva do existir negro, sendo um arquivo de impressões ao longo da vida, marcado na pele e na luta constante por afirmação e reversão de estereótipos. A condição da mulher negra, o segundo elemento, evidencia diversos problemas herdados da situação colonial, visto que, por meio da escravidão, as mulheres foram subjugadas em diversos âmbitos. A escrevivência de Maria Firmina dos Reis, uma escritora negra, também pode ser percebida na representação das suas personagens negras, pois a história da literatura influencia diretamente na nacionalidade e, por consequência, também na construção da imagem dos gêneros, meio utilizado para consolidação do poder masculino.
Maria Firmina apresenta o negro em sua dimensão humana e confere a ele uma posição de sujeito de discurso, o que pode revelar uma íntima identificação com o negro escravizado, apresentando uma solidariedade que, nas palavras de Eduardo de Assis Duarte, “nasce de uma perspectiva outra, pela qual a escritora, irmanada aos cativos e a seus descendentes, expressa, pela via da ficção, seu pertencimento a este universo de cultura”.

## Lista de obras
Seleção obtida a partir do livro Escritoras brasileiras do século XIX: Antologia.
- Úrsula. Romance, 1859.
- Gupeva. Romance, 1861/1862 (O jardim dos Maranhenses) e 1863 (Porto Livre e Eco da Juventude).
- Poemas em: Parnaso maranhense, 1861.
- A escrava. Conto, 1887 (A Revista Maranhense n° 3)
- Cantos à beira-mar. Poesias, 1871.
- Hino da libertação dos escravos. 1888.[21]
- Poemas em: A Imprensa, Publicador Maranhense; A Verdadeira Marmota; Almanaque de Lembranças Brasileiras; Eco da Juventude; Semanário Maranhense; O Jardim dos Maranhenses; Porto Livre; O Domingo; O País; A Revista Maranhense; Diário do Maranhão; Pacotilha; Federalista.
- Composições musicais: Auto de bumba-meu-boi (letra e música); Valsa (letra de Gonçalves Dias e música de Maria Firmina dos Reis); Hino à Mocidade (letra e música); Hino à liberdade dos escravos (letra e música); Rosinha, valsa (letra e música); Pastor estrela do oriente (letra e música); Canto de recordação (“à Praia de Cumã”; letra e música).